# 汽车厂站 (莫斯科中央环线)
汽車廠站（羅馬化：Avtozavodskaya）是莫斯科地鐵莫斯科中央環線的一個車站，2016年9月啟用。此站提供出站轉乘莫斯科河畔線的汽車廠站。

## 圖片

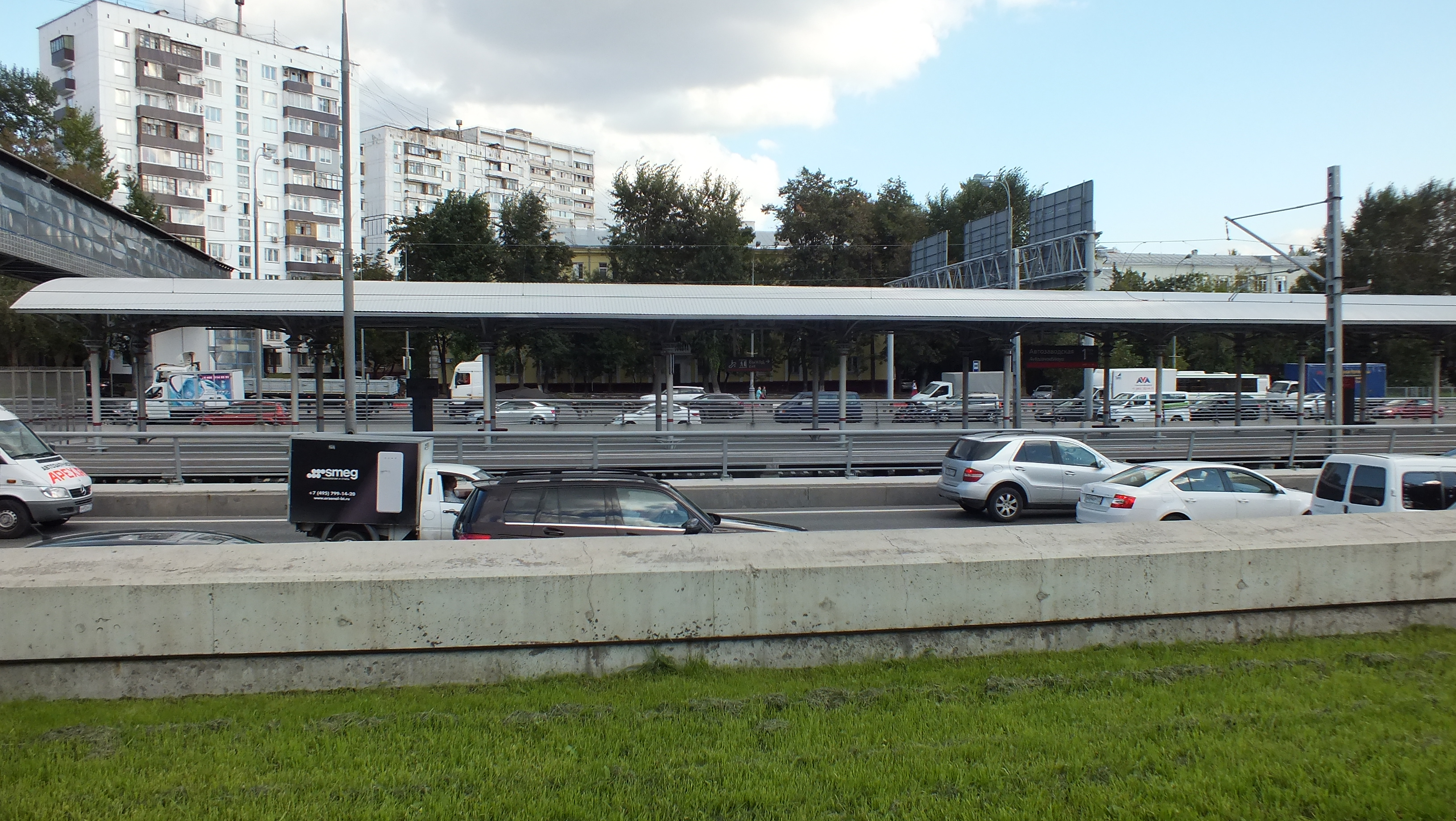
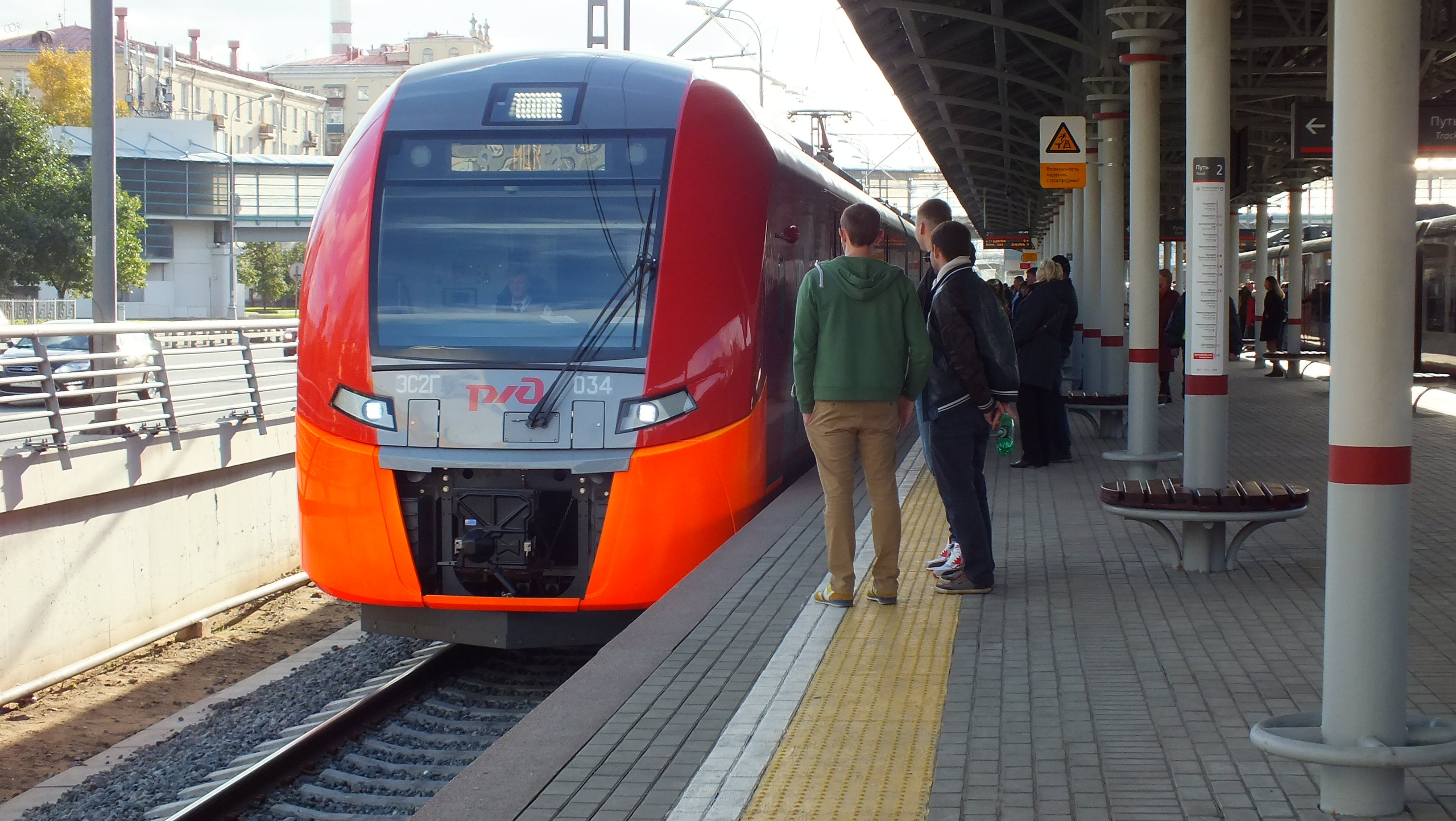

## 外部連結
- Автозаводская mkzd.ru